# Даніеле Браччалі
Даніеле Браччалі (італ. Daniele Bracciali; нар. 10 січня 1978) — колишній італійський тенісист.
Найвищу одиночну позицію світового рейтингу — 49 місце досяг 8 травня 2006, парну — 21 місце — 11 червня 2012 року.
Здобув 1 одиночний та 6 парних титулів.
Найвищим досягненням на турнірах Великого шолома були півфінали в парному та змішаному парному розрядах.
Завершив кар'єру 2015 року.

## Фінали турнірів ATP за кар'єру

### Одиночний розряд: 1 (1 перемога)
| Легенда                                                         |
| --------------------------------------------------------------- |
| Турніри Великого шолома (0–0)                                   |
| Tennis Masters Cup / Фінали Світового Туру ATP (0–0)            |
| Серія Мастерс ATP / Серія Мастерс 1000 Світового Туру ATP (0–0) |
| Серія ATP Інтернешнл Ґолд / Серія 500 Світового Туру ATP (0–0)  |
| Серія ATP Інтернешнл / Серія 250 Світового Туру ATP (1–0)       |

| Титули за покриттям |
| ------------------- |
| Тверде (0–0)        |
| Ґрунт (1–0)         |
| Трава (0–0)         |

| Титули за типом корту |
| --------------------- |
| Відкритий (1–0)       |
| Закритий (0–0)        |

| Результат | В-П | Дата     | Турнір                        | Рівень     | Покриття | Суперник      | Рахунок  |
| --------- | --- | -------- | ----------------------------- | ---------- | -------- | ------------- | -------- |
| Перемога  | 1–0 | Кві 2006 | Grand Prix Hassan II, Марокко | Інтернешнл | Ґрунт    | Ніколас Массу | 6–1, 6–4 |

### Парний розряд: 13 (6–7)
| Легенда                                                         |
| --------------------------------------------------------------- |
| Турніри Великого шолома (0–0)                                   |
| Tennis Masters Cup / Фінали Світового Туру ATP (0–0)            |
| Серія Мастерс ATP / Серія Мастерс 1000 Світового Туру ATP (0–0) |
| Серія ATP Інтернешнл Ґолд / Серія 500 Світового Туру ATP (0–0)  |
| Серія ATP Інтернешнл / Серія 250 Світового Туру ATP (6–7)       |

| Титули за покриттям |
| ------------------- |
| Тверде (1–1)        |
| Ґрунт (3–4)         |
| Трава (1–1)         |
| Килим (1–1)         |

| Титули за типом корту |
| --------------------- |
| Відкритий (4–6)       |
| Закритий (2–1)        |

| Результат | В-П | Дата     | Турнір                                         | Рівень     | Покриття   | Партнер            | Суперники                          | Рахунок                  |
| --------- | --- | -------- | ---------------------------------------------- | ---------- | ---------- | ------------------ | ---------------------------------- | ------------------------ |
| Поразка   | 0–1 | Лют 2004 | Milan Indoor, Італія                           | Інтернешнл | Килим (i)  | Джорджо Галімберті | Джаред Палмер Павел Візнер         | 4–6, 4–6                 |
| Перемога  | 1–1 | Лют 2005 | Milan Indoor, Італія                           | Інтернешнл | Килим (i)  | Джорджо Галімберті | Арно Клеман Жан-Франсуа Башло      | 6–7(8–10), 7–6(8–6), 6–4 |
| Перемога  | 2–1 | Жов 2010 | St. Petersburg Open, Росія                     | Серія 250  | Тверде (i) | Потіто Стараче     | Роган Бопанна Айсам-уль-Хак Куреші | 7–6(8–6), 7–6(7–5)       |
| Поразка   | 2–2 | Січ 2011 | Qatar ExxonMobil Open, Катар                   | Серія 250  | Тверде     | Андреас Сеппі      | Марк Лопес Таррес Рафаель Надаль   | 3–6, 6–7(4–7)            |
| Перемога  | 3–2 | Чер 2011 | Rosmalen Grass Court Championships, Нідерланди | Серія 250  | Трава      | Франтішек Чермак   | Роберт Ліндстедт Горія Текеу       | 6–3, 2–6, [10–8]         |
| Перемога  | 4–2 | Сер 2011 | Austrian Open Kitzbühel, Австрія               | Серія 250  | Ґрунт      | Сантьяго Гонсалес  | Франко Феррейро Андре Са           | 7–6(7–1), 4–6, [11–9]    |
| Перемога  | 5–2 | Вер 2011 | Romanian Open, Румунія                         | Серія 250  | Ґрунт      | Потіто Стараче     | Юліан Ноул Давід Марреро           | 3–6, 6–4, [10–8]         |
| Поразка   | 5–3 | Кві 2012 | Grand Prix Hassan II, Марокко                  | Серія 250  | Ґрунт      | Фабіо Фоніні       | Дастін Браун Пол Генлі             | 5–7, 3–6                 |
| Поразка   | 5–4 | Жов 2012 | Кубок Кремля, Росія                            | Серія 250  | Ґрунт      | Сімоне Болеллі     | Франтішек Чермак Міхал Мертиняк    | 5–7, 3–6                 |
| Поразка   | 5–5 | Чер 2013 | Halle Open, Німеччина                          | Серія 250  | Трава      | Джонатан Ерліх     | Сантьяго Гонсалес Скотт Ліпскі     | 2–6, 6–7(3–7)            |
| Поразка   | 5–6 | Сер 2014 | Austrian Open Kitzbühel, Австрія               | Серія 250  | Ґрунт      | Андрій Голубєв     | Генрі Контінен Яркко Ніємінен      | 1–6, 4–6                 |
| Перемога  | 6–6 | Лип 2018 | Відкритий чемпіонат Швейцарії, Швейцарія       | Серія 250  | Ґрунт      | Маттео Берреттіні  | Денис Молчанов Ігор Зеленай        | 7–6(7–2), 7–6(7–5)       |
| Поразка   | 5–7 | Сер 2018 | Austrian Open Kitzbühel, Австрія               | Серія 250  | Ґрунт      | Федеріко Дельбоніс | Роман Єбави Андрес Мольтені        | 2–6, 4–6                 |

## Досягнення
| W | Ф | ПФ | ЧФ | #Р | КТ | К# | DNQ | A | NH |

### Одиночний розряд
| Турнір                                 | 1998 | 1999 | 2000 | 2001 | 2002 | 2003 | 2004 | 2005 | 2006 | 2007 | SR     | В-П  |
| -------------------------------------- | ---- | ---- | ---- | ---- | ---- | ---- | ---- | ---- | ---- | ---- | ------ | ---- |
| Турніри Великого шлему                 |      |      |      |      |      |      |      |      |      |      |        |      |
| Відкритий чемпіонат Австралії з тенісу |      |      |      |      |      |      |      | 1р   | 2р   | 1р   | 0 / 3  | 1–3  |
| Відкритий чемпіонат Франції з тенісу   |      |      |      |      |      |      |      | 1р   | 1р   | 1р   | 0 / 3  | 0–3  |
| Вімблдонський турнір                   | 3р   |      |      |      |      |      | 2р   | 2р   | 3р   | К3р  | 0 / 4  | 6–4  |
| Відкритий чемпіонат США з тенісу       |      |      |      |      |      |      |      | 1р   | 1р   |      | 0 / 2  | 0–2  |
| В-П                                    | 2–1  | 0–0  | 0–0  | 0–0  | 0–0  | 0–0  | 1–1  | 1–4  | 3–4  | 0–2  | 0 / 12 | 7–12 |

### Парний розряд
Актуально станом на завершення Кубка Кремля 2018.
| Турнір                                 | 1996  | 1997  | 1998  | 1999  | 2000  | 2001  | 2002  | 2003  | 2004  | 2005  | 2006  | 2007  | 2008  | 2009  | 2010  | 2011  | 2012  | 2013  | 2014  | 2015  | 2016  | 2017  | 2018  | SR      | В-П     |
| -------------------------------------- | ----- | ----- | ----- | ----- | ----- | ----- | ----- | ----- | ----- | ----- | ----- | ----- | ----- | ----- | ----- | ----- | ----- | ----- | ----- | ----- | ----- | ----- | ----- | ------- | ------- |
| Турніри Великого шлему                 |       |       |       |       |       |       |       |       |       |       |       |       |       |       |       |       |       |       |       |       |       |       |       |         |         |
| Відкритий чемпіонат Австралії з тенісу |       |       |       |       |       |       |       |       |       |       | 1р    | 1р    |       |       |       | 3р    | 3р    | ЧФ    | 2р    | 1р    |       |       |       | 0 / 7   | 8–7     |
| Відкритий чемпіонат Франції з тенісу   |       |       |       |       |       |       |       |       |       | 1р    | 1р    | 1р    |       |       | 3р    | ЧФ    | ПФ    | 1р    | 1р    |       |       |       | 3р    | 0 / 9   | 11–9    |
| Вімблдонський турнір                   |       |       |       |       |       |       |       |       | 1р    | 1р    | 2р    |       |       |       | 1р    | 2р    | ЧФ    | 1р    | 1р    |       |       |       | 1р    | 0 / 9   | 5–9     |
| Відкритий чемпіонат США з тенісу       |       |       |       |       |       |       |       |       |       | 2р    | 2р    |       |       |       | 2р    | 3р    | 1р    | 2р    | 2р    |       |       |       | 1р    | 0 / 8   | 7–8     |
| В-П                                    | 0–0   | 0–0   | 0–0   | 0–0   | 0–0   | 0–0   | 0–0   | 0–0   | 0–1   | 1–3   | 2–4   | 0–2   | 0–0   | 0–0   | 3–3   | 8–4   | 9–4   | 4–4   | 2–4   | 0–1   | 0–0   | 0–0   | 2–3   | 0 / 33  | 31–33   |
| Загальна статистика                    |       |       |       |       |       |       |       |       |       |       |       |       |       |       |       |       |       |       |       |       |       |       |       |         |         |
| Титули / Фінали                        | 0 / 0 | 0 / 0 | 0 / 0 | 0 / 0 | 0 / 0 | 0 / 0 | 0 / 0 | 0 / 0 | 0 / 1 | 1 / 1 | 0 / 0 | 0 / 0 | 0 / 0 | 0 / 0 | 1 / 1 | 3 / 4 | 0 / 2 | 0 / 1 | 0 / 1 | 0 / 0 | 0 / 0 | 0 / 0 | 1 / 2 | 6 / 13  | 6 / 13  |
| Разом виграшів–поразок                 | 0–1   | 0–0   | 0–0   | 0–0   | 0–0   | 0–1   | 1–0   | 0–0   | 4–4   | 16–9  | 6–17  | 4–6   | 0–0   | 1–1   | 10–5  | 31–21 | 36–28 | 18–30 | 17–22 | 0–1   | 0–0   | 0–0   | 9–7   | 153–153 | 153–153 |
| Рейтинг на кінець року                 | 1044  | 1091  | 614   | 370   | 326   | 277   | 158   | 173   | 91    | 73    | 147   | 323   | 837   | 99    | 58    | 30    | 24    | 57    | 59    | N/A   | N/A   | N/A   |       | 50%     | 50%     |